# Antonio Berhongaray
Antonio Tomás Berhongaray (Santa Rosa, 12 de junio de 1942-Buenos Aires, 21 de febrero de 2017) fue un abogado y político argentino, miembro de la Unión Cívica Radical. Se desempeñó como diputado y senador nacional por la provincia de La Pampa y como Secretario de Agricultura, Ganadería, Pesca y Alimentación de la Nación durante el gobierno de Fernando de la Rúa.

## Biografía
Nacido en Santa Rosa en 1942, estudió derecho y ciencias políticas en la Pontificia Universidad Católica Argentina Santa María de los Buenos Aires. Posteriormente realizó un curso de derecho de aguas en la Universidad de Valencia (España). En los años 1970 integró la Comisión Pro Defensa de los Ríos Interprovinciales Pampeanos, en defensa de la cuenca del río Desaguadero-Salado-Chadileuvú.
Se casó con Delia Braun (quien se ha desempeñado como diputada provincial) y fue padre de Martín, diputado provincial y nacional.
Se unió a la Unión Cívica Radical (UCR), integrando el Movimiento para la Democracia Social y apoyando a Raúl Alfonsín. En la UCR de La Pampa fundó la línea Celeste y presidió el comité provincial del partido. Entre 1987 y 1989, y entre 1991 y 1995 fue delegado pampeano ante el Comité Nacional. En el primer periodo también fue Secretario de Relaciones Internacionales del Comité Nacional. Entre 1989 y 1991 fue coordinador de la UCR en la Comisión de Reforma Institucional y coordinador del Diálogo Político en la Comisión de Justicia. Desde 1989 hasta 1995 se desempeñó como Tesorero del Comité Nacional bajo las presidencias de Mario Losada y Alfonsín.
En las elecciones provinciales de 1983 fue candidato a gobernador de La Pampa por la UCR, quedando en segundo lugar con el 32 % de los votos, frente al candidato justicialista Rubén Marín quien resultó triunfador. Cuatro años después volvió a postularse en las elecciones provinciales de 1987, volviendo a quedar en segundo lugar, con cerca del 42 % de los votos, resultando electo el justicialista Néstor Ahuad.
En 1983 había asumido como senador nacional por la provincia de La Pampa, desempeñando el cargo hasta 1989 cuando fue elegido diputado nacional, renovando su banca en 1993 por un período que se extendía hasta 1997. Fue coordinador por la UCR en el «Núcleo de Coincidencias Básicas» acordado en el Pacto de Olivos, y en 1994 integró la Convención Constituyente que reformó la Constitución Nacional, representando a La Pampa.
Renunció a su banca de diputado en 1995 para volver al Senado de la Nación, con mandato hasta 2001, ocupando la tercera banca por la minoría, incorporada en la reforma constitucional. En ese período, presidió la comisión de Agricultura y Ganadería, y fue vicepresidente de la comisión de Defensa Nacional.  Fue autor de la ley que incluyó a La Pampa en la Región de la Patagonia y denunció la venta de armas a Ecuador y Croacia.
Dejó la cámara alta en diciembre de 1999 para asumir como Secretario de Agricultura, Ganadería, Pesca y Alimentación de la Nación (en la estructura del Ministerio de Economía) en el gobierno de Fernando de la Rúa. Dejó el cargo en marzo de 2001, tras confirmarse un brote de fiebre aftosa en el ganado —negado inicialmente por los funcionarios de la Secretaría— que afectó las exportaciones de carne a Estados Unidos, Canadá y la Unión Europea. Tras su salida, las áreas de Agricultura y de Industria se fusionaron en una Secretaría de la Producción.
En las elecciones legislativas de 2005 fue precandidato a diputado nacional en la interna radical, perdiendo ante la lista encabezada por Daniel Kroneberger, obteniendo 2.555 votos, frente a los 5.784 votos de la lista ganadora.
En 2011 volvió a postularse nuevamente como precandidato a diputado nacional por el radicalismo dentro de la coalición «Frente Pampeano Cívico y Social» (FrePam) para las elecciones legislativas de ese año. El 14 de agosto se realizaron las elecciones Primarias, Abiertas, Simultáneas y Obligatorias (PASO), primera vez que se empleó dicho sistema, siendo el FrePam fue la única coalición que realizó internas entre cuatro listas distintas. La lista victoriosa fue la «Lista B "Integración"» (encabezada por Daniel Kroneberger), que obtuvo 17.256 votos contra 11.539 de la «Lista C "Renovación y Cambio"» de Berhongaray, que quedó en tercer lugar en la interna.
Falleció en febrero de 2017 a los 75 años, tras una larga enfermedad, adquiriendo una infección intrahospitalaria durante su internación.

## Obras
- La Pampa y su lucha por la autonomía. El fin del colonialismo interno argentino (2000).[2]
- El Juicio a las Juntas Militares (2008).[2]
- La Región Patagónica Argentina. La Pampa en la Región. Fundamentos del Plus Patagónico (2011).[2]